# Сагра (Гранада)
Сагра (ісп. Zagra) — муніципалітет в Іспанії, у складі автономної спільноти Андалусія, у провінції Гранада. Населення — 961 особа (2010).
Муніципалітет розташований на відстані близько 350 км на південь від Мадрида, 50 км на захід від Гранади.

## Демографія
Динаміка населення (INE ):

## Галерея зображень

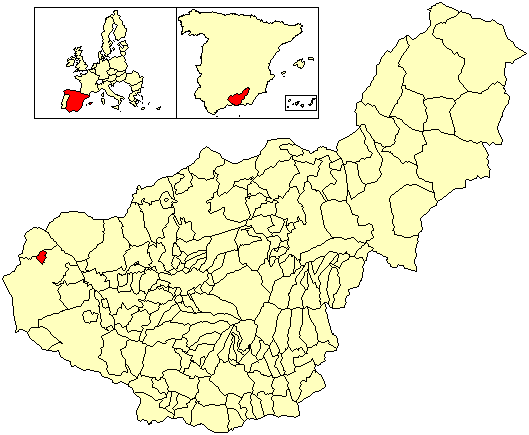
Розташування муніципалітету у провінції Гранада